# Sinophorus bilimbus
Sinophorus bilimbus är en stekelart som beskrevs av Sanborne 1984. Sinophorus bilimbus ingår i släktet Sinophorus och familjen brokparasitsteklar. Inga underarter finns listade i Catalogue of Life.